# Афраній Ганнібаліан
Афраній Ганнібаліан (лат. Afranius Hannibalianus; ? — після 298) — державний та військовий діяч Римської імперії, консул 292 року.

## Життєпис
Походив із заможної родини Афраніїв із Сирії. Належав до стану вершників. Мав римо-фінікійське коріння. Про молоді роки немає відомостей. У 280 році за пропозицією імператора Максиміана Ганнібаліан розлучився із дружиною. Євтропія вийшла заміж за Максиміана. З цього моменту кар'єра Ганнібаліана стрімко зросла. У 286 році призначений префектом преторія. У 287—288 роках з успіхом воював проти германських племен на Рейнському кордоні. У 292 році став консулом разом з Юлієм Асклепіодотом.
У 297—298 роках обіймав посаду префекта Риму. Про подальшу долю нічого невідомо.

## Родина
Дружина — Євтропія
Діти:
- Флавія Максиміана Теодора, дружина імператора Констанція I Хлора